# Гючлю, Метехан
Метехан Гючлю (тур. и фр. Metehan Güçlü; 2 апреля 1999, Монфермей, Франция) — турецкий и французский футболист, нападающий клуба «Вильфранш Божоле».

## Клубная карьера
Гючлю — воспитанник французского клуба «Пари Сен-Жермен». Для получения игровой практики Метехан выступал за дублирующий состав. 17 апреля 2019 года в матче против «Нанта» он дебютировал в Лиге 1. В этом же поединке Метехан забил свой первый гол за «Пари Сен-Жермен».
22 июля 2022 года перешёл в нидерландский «Эммен», подписав с клубом контракт на один сезон.

## Международная карьера
В 2018 году Гючлю в составе юношеской сборной Турции принял участие в юношеском чемпионате Европы в Финляндии. На турнире он сыграл в матче против Англии и Украины. В поединке против англичан Метехан отметился забитым мячом.

## Достижения
«Эммен»
- Победитель Первого дивизиона Нидерландов: 2021/22